# Aisha Abd al-Rahman
Aisha Abd al-Rahman (in arabo عائشة عبد الرحمن‎? ʻĀʾishah ʻAbd al-Raḥman; Damietta, 18 novembre 1913 – Il Cairo, 1º dicembre 1998) è stata una scrittrice, editrice e docente egiziana che pubblicò sotto lo pseudonimo di Bint al-Shāṭiʾ (in arabo بِنْت ٱلشّاطِئ‎?).

## Biografia
È nata il 18 novembre 1913 a Damietta nell'omonimo governatorato, in Egitto, dove suo padre insegnava presso l'Istituto religioso. Quando aveva dieci anni, sua madre, sebbene analfabeta, la iscrisse a scuola mentre suo padre era in viaggio. Sebbene suo padre si oppose, sua madre in seguito mandò Aisha a Mansura per continuare gli studi. Successivamente Aisha studiò arabo all'Università del Cairo conseguendo la laurea nel 1939 e un master nel 1941.
Nel 1942 Aisha iniziò a lavorare come ispettore per l'insegnamento della letteratura araba per il Ministero della Pubblica Istruzione egiziano. Ha conseguito il dottorato di ricerca con lode nel 1950 ed è stata nominata professoressa di letteratura araba presso l'Università di 'Ayn Shams.
Ha scritto narrativa e biografie delle prime donne musulmane nonché critica letteraria. Fu la seconda donna moderna a intraprendere l'esegesi del Corano. Non si considerava femminista, ma le sue opere riflettono la convinzione che le autrici siano più capaci di analizzare le storie di vita delle donne rispetto agli autori uomini, perché gli uomini "ignorano l'istinto femminile".
Durante la sua vita, 'Āʾishah 'Abd al-Raḥman è stata riconosciuta per i suoi successi che le sono valsi numerosi premi. Nel 1987 ha ricevuto il Premio di Stato dal governo egiziano. Nel 1994 è stata co-vincitrice, insieme a Widād Al-Qāḍī, del Premio internazionale King Faisal per la letteratura araba.
Era sposata con lo sceicco Amin el-Khouli, suo insegnante all'Università del Cairo durante gli anni universitari. Morì di infarto in seguito ad un ictus al Cairo. Donò tutta la sua biblioteca a scopi di ricerca e nel 1985 fu costruita una statua in suo onore al Cairo.

## Opere
Autrice di "più di quaranta libri e cento articoli", le sue pubblicazioni più importanti includono:
- La campagna egiziana (1936)
- Il problema del contadino (1938)
- Il segreto della spiaggia e il padrone della tenuta: la storia di una donna peccatrice (1942)
- Nuovi valori nella letteratura araba (1961)
- Poetesse arabe contemporanee (1963)